# حلقات المشتري

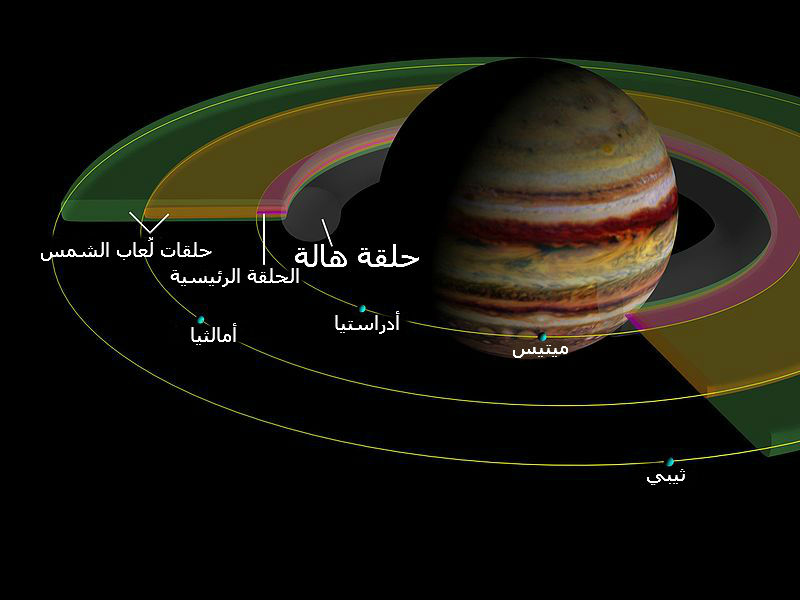
صورة توضح نظام حلقات كوكب المشتري ويظهر فيها مكونات النظام الأربعة.

لكوكب المشتري نظام حلقي يعرف باسم حلقات المشتري أو نظام الحلقات الجوبترية. كان هذا النظام هو النظام الحلقي الثالث الذي يتم اكتشافه في المجموعة الشمسية بعد حلقات زحل وأورانوس، وقد لوحظ لأول مرة عام 1979 بواسطة المسبار الفضائي فوياجر 1 وتم التحقق منه بدقة في التسعيينات من قِبل المركبة الفضائية غاليليو، كما لوحظ أيضًا من على كوكب الأرض بواسطة تلسكوب هابل الفضائي لعدة سنوات. عمر النظام الحلقي غير معروف ولكنه ربما كان موجودًا منذ تكوين المشتري.
النظام الحلقي للمشتري خافت ويتألف بشكل رئيسي من الغبار، ويتكون من أربعة مكونات أساسية: طارة داخلية سميكة من الجزيئات المعروفة باسم «حلقة الهالة»، وحلقة مضيئة نسبيًا ذات سمك رفيع تعرف باسم «الحلقة الرئيسية»، واثنتان من الحلقات السميكة الواسع ولهما إضاءة خافتة وقد سُميتا «أمالثيا وثيبي» نسبةً للأقمار التي تحتوي على نفس المواد المكونة لهما.
تتكون الحلقة الرئيسية وحلقة الهالة من الغبار الخارج من الأقمار «أدراستيا وميتيس»، وغيرها من الأجسام الأصلية غير الملحوظة نتيجة لتأثيرات السرعة العالية، وقد كشفت الصور عالية الدقة -التي تم الحصول عليها في فبراير ومارس عام 2007 من قِبل مركبة الفضاء نيو هورايزونز- عن بنية دقيقية غنية في الحلقة الرئيسية.
في الضوء المرئي والقريب من الأشعة تحت الحمراء يكون للحلقات لون مائل للحمرة فيما عدا حلقة الهالة التي لها لون متعادل أو لون مائل للزرقة. يختلف حجم الغبار في الحلقات ولكن المنطقة العرضية أكبر بالنسبة للجسيمات غير الكروية بنصف قطر يبلغ 15 ميكرومتر في جميع الحلقات باستثناء حلقة الهالة. الكتلة الإجمالية للنظام الحلقي غير معروفة بشكل جيد، ولكنها على الأرجح تتراوح 1011 إلى 1016 كجم.

## الاكتشاف والهيكل
هذا النظام هو النظام الحلقي الثالث الذي يتم اكتشافه في المجموعة الشمسية بعد حلقات زحل وأورانوس، وقد لوحظ لأول مرة عام 1979 بواسطة المسبار الفضائي فوياجر 1، ويتكون من أربعة مكونات أساسية: طارة داخلية سميكة من الجزيئات المعروفة باسم «حلقة الهالة»، وحلقة مضيئة نسبيًا ذات سمك رفيع تعرف باسم «الحلقة الرئيسية»، واثنتان من الحلقات السميكة الواسع ولهما إضاءة خافتة وقد سُميتا «أمالثيا وثيبي».
يتم سرد السمات الرئيسية لحلقات المشتري المعروفة في هذا الجدول:
| الاسم                | القطر (كم)    | العرض (كم) | السمك (كم) | انكسار الغبار | الكتلة (كجم)                              | ملاحظات                                   |
| -------------------- | ------------- | ---------- | ---------- | ------------- | ----------------------------------------- | ----------------------------------------- |
| حلقة الهالة          | 92000–122500  | 30500      | 12500      | 100%          | —                                         |                                           |
| الحلقة الرئيسية      | 122500–129000 | 6500       | 30–300     | ~25%          | 107– 109 (غبار) 1011– 1016 (جزيئات كبيرة) | محكومة بأدراسيتا                          |
| حلقة أمالثيا الرقيقة | 129000–182000 | 53000      | 2000       | 100%          | 107– 109                                  | مرتبطة بأمالثيا                           |
| حلقة ثيبي الرقيقة    | 129000–226000 | 97000      | 8400       | 100%          | 107– 109                                  | مرتبطة بثيبي. وهناك امتداد خلف مدار ثيبي. |

## الحلقة الرئيسية

### الشكل والهيكل

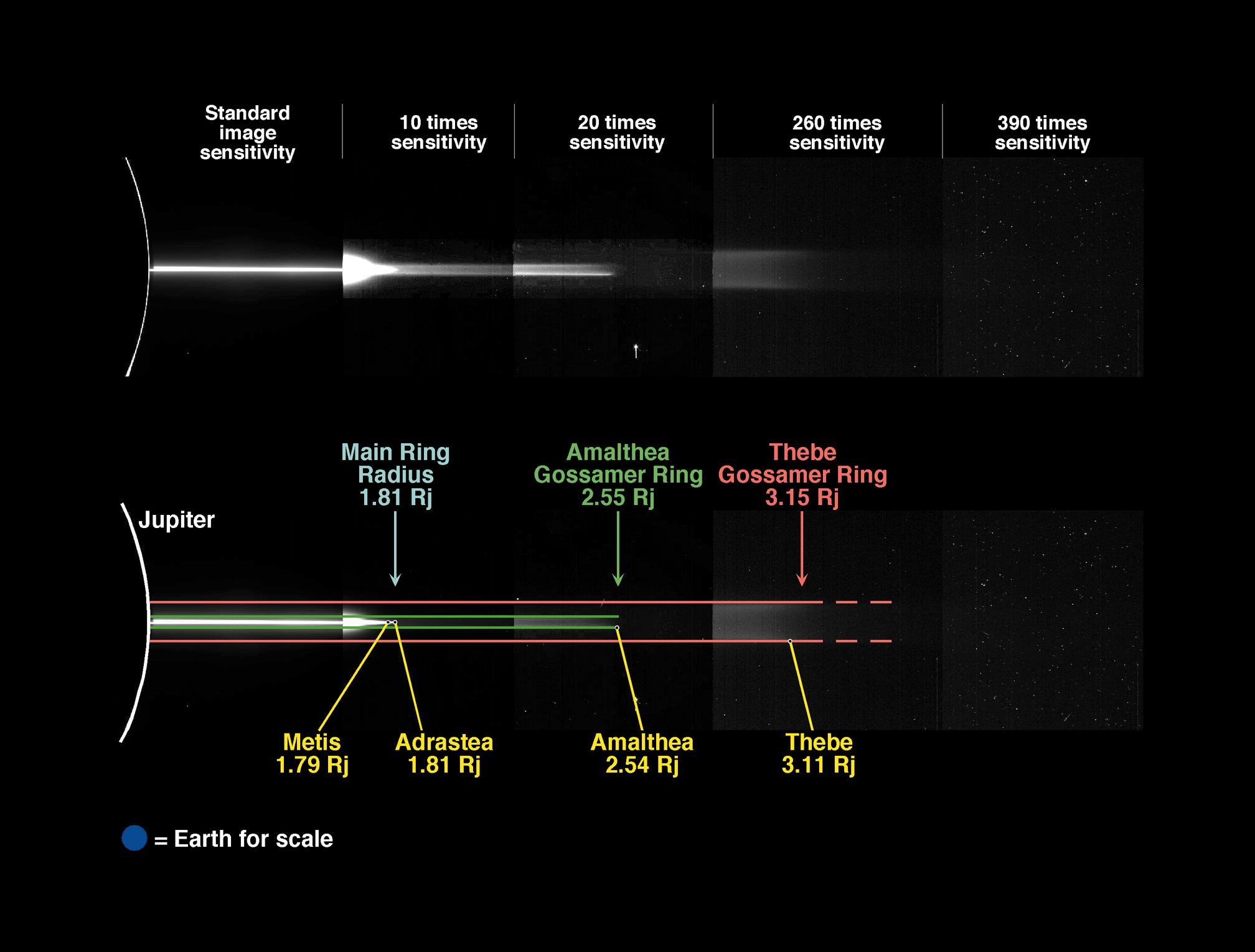
صورة توضح نظام حلقات المشتري مع توضيح للحلقات وأماكن تواجد الأقمار

الحلقة الرئيسية الضيقة والرفيعة نسبيًا هي ألمع جزء في نظام المشتري الحلقي، وتقع حافتها الخارجية على مسافة 129000 كيلومتر تقريبًا حيث تتزامن مع مدار أصغر قمر صناعي داخلي -أدراستيا- وتقع حافتها الداخلية على مسافة 122500 كيلومتر؛ نتيجة لذلك فإن عرض الحلقة الرئيسية حوالي 6500 كيلومتر.
```
في الضوء المتناثر إلى الأمام
[
a
]
 يبدأ سطوع الحلقة الرئيسية بالانخفاض بشكل حاد عند 128600 كيلومتر، ويصل إلى مستوى إضاءة الخلفية عند 129300 كيلومتر.
[
2
]
 تستمر زيادة السطوع في اتجاه المشتري ويبلغ الحد الأقصى بالقرب من مركز الحلقة عند 126000 كيلومتر بالرغم من وجود فجوة واضحة بالقرب من مدار قمر ميتيس عند 128000 كيلومتر.
[
2
]
 على عكس ذلك يبدو أن الحدود الداخلية للحلقة الرئيسية تتلاشى ببطء من 124000 إلى 120000 كيلومتر لتندمج في حلقة الهالة.
[
2
]
[
4
]
```

يُحدَدْ مدار القمر بفجوة موجودة في الحلقة ولذا فهناك حليقة رفيعة خارج مداره، وتوجد حليقة صغيرة أخرى داخل مدار أدراستيا تتبعها فجوة مجهولة المصدر على بعد 128500 كيلومتر. عُثر على الحلقة الثالثة نحو الداخل للفجوة المركزية خارج مدار قمر ميتيس.
اكتُشفت البيئة الدقيقة للحلقة الرئيسية من المركبة الفضائية غاليليو وهي مرئية بوضوح في صور عُثر عليها من نيوهورايزونز في فبراير ومارس 2007.

### توزيع حجم الأطياف والجسيمات
أظهرت أطياف الحلقة الرئيسية التي تم الحصول عليها بواسطة تلسكوب هابل الفضائي، ومرصد كيك، ومسبار غاليليو الفضائي، وكاسيني أن الجسيمات التي تشكلها لونها أحمر أي أن الوضاءة تكون أعلى عند الأطوال الموجية الأكثر طولًا، وتمتد الأطياف الموجودة في النطاق من 0.5 إلى 2.5 ميكرومتر. لم يتم العثور على خصائص طيفية حتى الآن والتي يمكن أن تعزى إلى مركبات كيميائية معينة على الرغم من أن ملاحظات كاسيني أسفرت عن أدلة على نطاقات الامتصاص القريبة من 0.8و 2.2 ميكرومتر؛ كما تتشابه أطياف الحلقة الرئيسية مع أدريستيا وأملثيا.
يمكن تفسير خصائص الحلقة الرئيسية بالفرضية القائلة بأنها تحتوي على كميات كبيرة من الغبار بأحجام جزيئات 0.1 - 10 ميكرومتر، وهذا يفسر تشتت الضوء للأمام بشكل أقوى مقارنة بالانتثار الخلفي؛ ومع ذلك فهناك هيئات أكبر لشرح الانتثار الخلفي القوي والبنية الدقيقة في الجزء الخارجي المضيء للحلقة الرئيسية.
تحليل الطور المتوفر وبيانات الطيف يؤدي إلى الستنتاج أن توزيع حجم الجزيئات الصغيرة في الحلقة الرئيسية يخضع لقانون الطاقة.
{\displaystyle n(r)=A\times r^{-q}}
• حيث n(r) dr عبارة عن عدد من الجسيمات ذات نص القطر بين r و r + dr
• {\displaystyle A} هو معامل متغير تم اختياره لمطابقة إجمالي تدفق الضوء المعروف من الحلقة.
• معامل التغير q هو 0.2 ± 2.0 للجسميات عندما r > 15 ± 0.3 ميكرومتر
• q هو 5 ± 1 عندما r < 15 ±0.3.
قانون الطاقة يسمح بتقدير العمق الضوئي {\displaystyle \scriptstyle \tau } للحلقة الرئيسية: {\displaystyle \scriptstyle \tau _{l}\,=\,4.7\times 10^{-6}} للأجسام الكبيرة، و {\displaystyle \scriptstyle \tau _{s}=1.3\times 10^{-6}} للغبار.هذا العمق الضوئي يعني أن إجمالي المقطع العرضي لجميع الجسيمات داخل الحلقة حوالي 5000 كيلومتر مربع.
تقدر كتلة إجمالي الغبار بحوالي 107−109 كجم، وكتلة الأجسام -باسثناء ميتيس وأدراستيا- هي 1011−1016 كجم. هذا الكتل يمكن مقارنتها بكتل أدراستيا 1011−1016 كجم، وأملثيا 2x 1018 كجم، وقمر الأرض 7.4x 1022 كجم
إن وجود مجموعتين من الجسيمات في الحلقة الرئيسية يفسر سبب اعتمادها على العرض الهندسي، حيث الغبار ينثر الضوء بشكل أفضل في الاتجاه الأمامي ويشكل حلقة متجانسة وسميكة نسبيًا يحدها مدار أدراستيا، والجسيمات الكبيرة التي تتناثر في الاتجاه الخلفي تنحصر في عدد من الحليقات بين مداري ميتيديان وأدراستيا.

### العمر والنشأة
يتم إزالة الغبار باستمرار من الحلقة الرئيسية عن طريق مزيج من قوة سحب بوينتنج وروبرتسون، والقوى الكهرومغناطيسية لكوكب المشتري. عمر جزيئات الغبار في الحلقة تتراوح من 100 إلى 1000 سنة لذلك يجب تجديد الغبار باستمرار في التصادمات بين أجسام كبيرة بأحجام تتراوح من 1 سنتيمتر إلى 0.5 كيلومتر، وبين نفس الأجسام الكبيرة والجسيمات عالية السرعة القادمة من خارج نظام المشتري. عمر الحلقة الرئيسية غير معروفة حاليًا ولكنه قد يكون آخر مجموعة متبقية من الأجسام الصغيرة القريبة من المشتري.

### التموج الرأسي
تُظهر الصور المأخوذة من مسبار الفضاء نيوهورايزونز وغاليليو وجود مجموعتين من التموج الرأسي في الحلقة الرئيسية.

## حلقة الهالة

### الشكل والهيكل

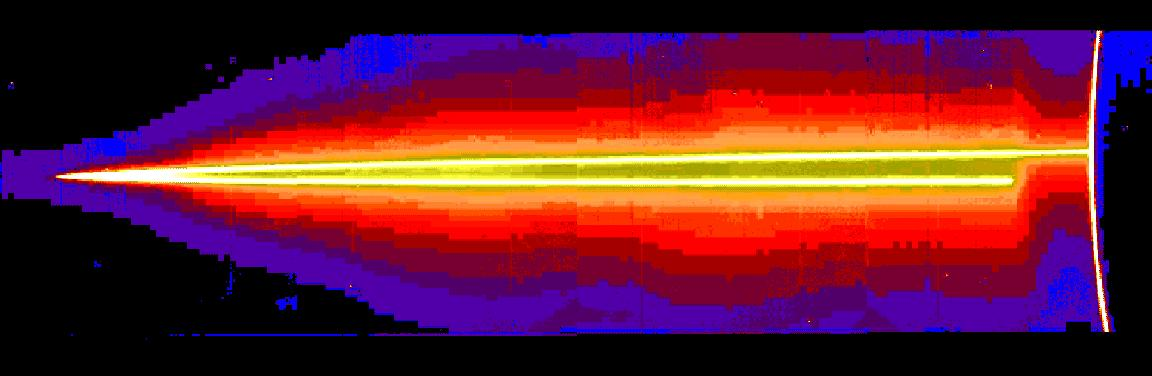
صورة بألوان غير حقيقية لحلقة الهالة من مسبار جاليليو

حلقة الهالة هي الأكثر توغلًا وأكثر حلقات المشتري سمكًا من الناحية الرأسية. تتزامن حافتها الخارجية مع الحدود الداخلية للحلقة الرئيسية على مسافة نصف قطر 122500 كيلومتر تقريبًا. لا يُعرف المدى الرأسي الحقيقي للهالة ولكن تم الكشف عن وجود موادها على ارتفاع يصل إلى 10000 كيلومتر فوق مستوى الحلقة. الحدود الداخلية للهالة تكون حادة نسبيًا وتقع عند نصف القطر 100000 كيلومتر ولكن بعض المواد موجودة في الداخل إلى مايقرب من 92000 كيلومتر؛ ونتيجة لذلك فإن حلقة الهالة سمكها حوالي 30000 كيلومتر.
تبدو حلقة الهالة ألمع في الضوء المتناثر للأمام حيث تم تصويره على نطاق واسع من قِبل غاليليو. وفي حين أن سطوع سطحه أقل بكثير من الحلقة الرئيسية، إلا أن تدفق الفوتونات الخاصة به بشكل عمودي يكون مماثل نتيجة لسماكته الكبيرة. سطوع الهالة يتركز بقوة نحو المستوى الدائري بالرغم من وجود نطاق رأسي يزيد عن 20000 كيلومتر ويتبع قانونًا للطاقة على شكل z−0.6 إلى z−1.5 حيث Z هو الارتفاع فوق مستوى الحلقة.
في الضوء المتناثر للخلف فإن مظهر الهالة -كما لاحظه كيك وتلسكوب هابل الفضائي- هو نفسه، ومع ذلك فإن تدفق الفوتونات أقل بأضعاف من الحلقة الرئيسية ويتركز بقوة أكبر بالقرب من مستوى الحلقة مقارنةً بالضوء المتناثر للأمام.
تختلف الخصائص الطيفية لحلقة الهالة عن الحلقة الرئيسية حيث أن انتشار التدفق في نطاق 0.5-2.5 ميكرون هو أكثر اتساعًا من الحلقة الرئيسية، فالهالة ليست حمراء وإنما قد تكون زرقاء.

### نشأة حلقة الهالة
يمكن تفسير الخصائص البصرية لحلقة الهالة من خلال الفرضية القائلة بأنها تتكون فقط من غبار ذات أحجام جسيمية أقل من 15 ميكرومتر. هذه التركيبة المتربة تشرح الانتثار الأمامي الأكثر قوة، والألوان الأكثر زرقة، وعدم وجود بنية مرئية في الهالة. من المحتمل أن يكون الغبار قد نشأ في الحلقة الرئيسية، وهذا ادعاء مدعوم بحقيقة أن العمق الضوئي{\displaystyle \scriptstyle \tau _{s}\,\sim \,10^{-6}} لحلقة الهالة مشابه للغبار في الحلقة الرئيسية، كما يمكن أن تُعزى السماكة الكبيرة للهالة إلى تحفيز زاوية الميلان والانحراف المداري لجزيئات الغبار بواسطة القوى الكهرومغناطيسية الموجودة في الغلاف المغناطيسي للمشتري.
```
إن 
ظاهرة بوينتنج وروبرتسون
 تسبب انحراف بطيء للجزيات ناحية المشتري ولذلك تُحفز زاوية الميلان أثناء مرورهم من خلاله.
```

## حلقات رقيقة

### حلقة أمالثيا الرقيقة

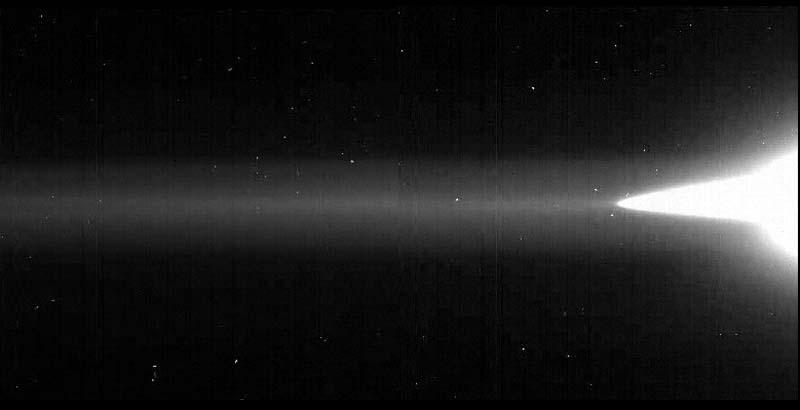
صورة للحلقات الرقيقة حصلت عليها مركبة الفضاء جاليليو في الضوء المتناثر للخلف

حلقة أمالثيا الرقيقة عبارة عن هيكل خافت للغاية مع مقطع عرضي مستطيل الشكل، ويمتد من مدار أمالثيا على مسافة 182000 كيلومتر إلى حوالي 129000 كيلومتر؛ كما لم يتم تعريف حدودها الداخلية بشكل واضح بسبب وجود حلقة الهالة والحلقة الرئيسية الأكثر سطوعًا بشكل كبير. يبلغ سمك الحلقة حوالي 2300 كيلومتر بالقرب من مدار أملثيا وينخفض بشكل طفيف في اتجاه المشتري. في الواقع حلقة أمالثيا الرقيقة تكون ألمع بالقرب من حوافها العلوية والسفلية وتصبح أكثر إشراقًا بشكل تدريجي نحو المشتري؛ وأما الحد الخارجي للحلقة فهو حاد نسبيًا، ويسقط سطوع الحلقة فجأة إلى الداخل مباشرة من مدار أملثيا على الرغم من أنه قد يكون له امتداد صغير خارج مدار القمر الصناعي المنتهي بالقرب من رنين 4 : 3 مع ثيبي.
```
في الضوء المتناثر إلى الأمام تبدو الحلقة وكأنها خافتة بشكل أكثر 30 مرة من الحلقة الرئيسية،
[
2
]
 وتُظهر الصور المتناثرة للخلف هيكل إضافي في الحلقة: زروة في السطوع داخل مدار أمالثيا وتقتصرعلى الحافة العلوية أو السفلية للحلقة.
[
3
]
[
19
]
```

في الفترة 2002 - 2003 مرت المركبة الفضائية غاليليو بمسارَين عبر الحلقات الرقيقة، وأثناء ذلك كشف عداد الغبار عن جزيئات الغبار في نطاق الحجم 0.2-5 ميكرومتر. بالإضافة إلى ذلك رصد الماسح النجمي لمركبة غاليليو الفضائية أجسام صغيرة منفصلة -أقل من 1 كيلومتر- بالقرب من أمالثيا، والتي قد تمثل حطام تصادمي ناتج من التصادم مع قمره الصناعي.

### حلقة ثيبي الرقيقة
حلقة ثيبي الرقيقة هي أكثر حلقات المشتري خفوتًا حيث تبدو كهيكل خافت جدًا مع مقطع عرضي مستطيل الشكل، وتمتد من مدار ثيبي من مسافة 226000 كيلومتر إلى حوالي 129000 كيلومتر. حدود الحلقة الداخلية غير محددة بشكل واضح بسبب وجود الحلقة الرئيسية وحلقة الهالة الأكثر سطوعًا، ويبلغ سمكها حوالي 8500 كيلومتر بالقرب من مدار ثيبي ويقل قليلًا في اتجاه الكوكب. مثل حلقة أمالثيا فإن حلقة ثيبي الرقيقة ألمع بالقرب من حوافها العلوية والسفلية وتصبح أكثر سطوعًا بشكل تدريجي نحو المشتري. الحدود الخارجية للحلقة ليست حادة بشكل خاص وتمتد على نحو 15000 كيلومتر، وهناك استمرارية مرئية بالكاد خارج مدار ثيبي وتمتد حتى 280000 كيلومتر وتسمى امتداد ثيبي.
في الضوء المتناثر للأمام تبدو الحلقة وكأنها خافتة بشكل أكثر 3 مرات من حلقة أمالثيا الرقيقة، وتُظهر صور التناثر الخلفي ذروة في السطوع داخل مدار ثيبي مباشرة. كشف عداد الغبار لمركبة غاليليو الفضائية في الفترة 2002-2003 عن جسيمات غبار حجمها 0.2-5 ميكرومتر مشابهة لتلك الموجودة في حلقة أمالثيا.

## نشأة الحلقات الرقيقة
ينشأ الغبار الموجود في الحلقات الرقيقة بشكل أساسي كما هو الحال في الحلقة الرئيسية وحلقة الهالة ومصدره هو أقمار المشتري الداخلية أمالثيا وثيبي. يتم تحديد سمك الحلقات الرقيقة من خلال التحركات الرأسية للأقمار بسبب زاوية ميلانهم غير الصفرية. تشرح هذه الفرضية تقريبًا جميع الخصائص المرصودة للحلقات: المقطع العرضي المستطيل، وانخفاض السماكة في اتجاه المشتري، وسطوع الحواف العلوية والسفلية للحلقات؛ بالرغم من ذلك بقيت بعض الخصائص الآن دون تفسير مثل امتداد ثيبي الذي قد يكون بسبب أجسام غير مرئية خارج مدار ثيبي، والهيكل المرئي في الضوء المتناثر للخلف. أحد التفسيرات المحتملة لامتداد ثيبي هو تأثير القوى الكهرومغناطيسية من الغلاف المغناطيسي للمشتري.

## حلقة هيمالايا

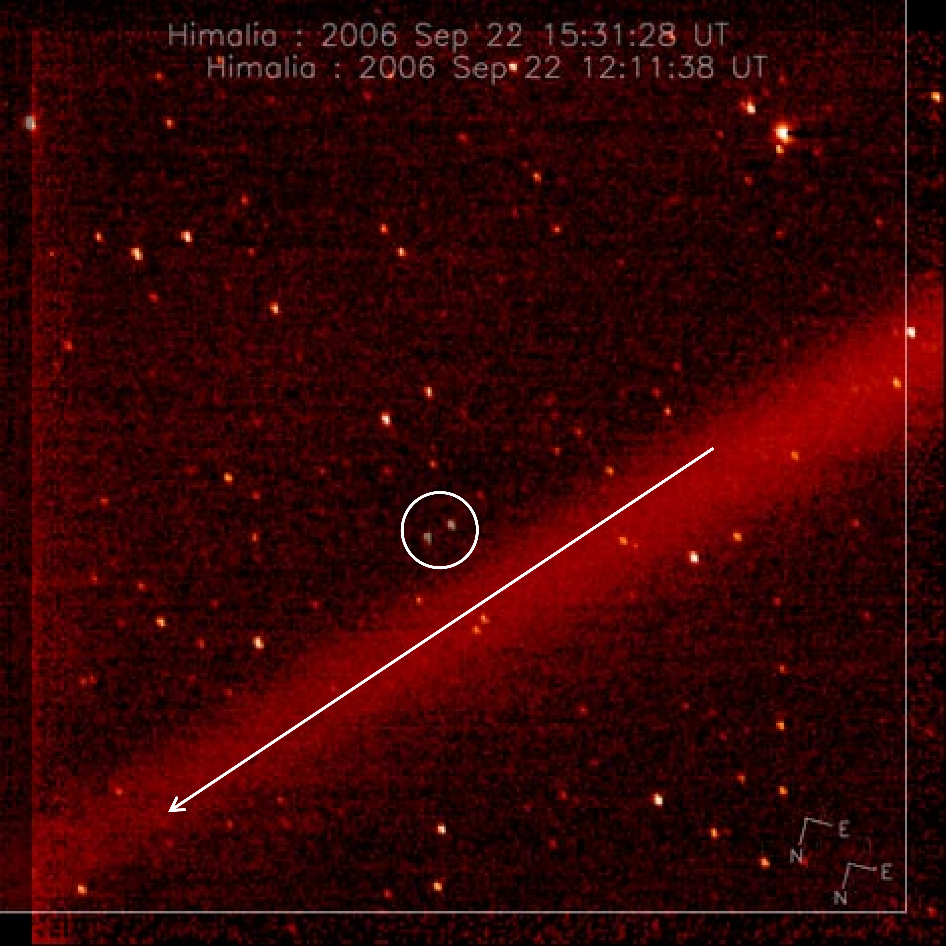
صورة نيو هورايزونز لحلقة الهيمالايا المحتملة

كان القمر الصغير ديا -قطره 4 كيلومتر- قد اختفى منذ اكتشافه عام 2000، وكانت إحدي النظريات أنه قد تحطم في قمر الهيمالايا الأكبرحجمًا بكثير -قطره 170 كيلومتر- مما خلق حلقة خافتة. تظهر هذه الحلقة -في الصور التي التقطت من رحلة نيو هورايزونز الخاص بوكالة ناسا إلى كوكب بلوتو- على شكلة سلسلة خافتة بالقرب من الهيمالايا. كل هذا يشير إلى أن المشتري في بعض الأحيان يكسب ويفقد أقمار صغيرة من خلال الاصطدامات، ومع ذلك فإن إعادة اكتشاف ديا في عامي 2010 و 2011 يبطل الرابط بين حلقة ديا والهيمالايا.

## استكشاف
استُنتج وجود حلقات المشتري من ملاحظات الأحزمة الإشعاعية للكواكب بواسطة مركبة الفضاءء بايونير11 عام 1975، وقد وسعت الجودة الفائقة للصور التي حصلت عليها المركبة الفضائية غاليليو بين عامي 1995 و 2003 بشكل كبير المعرفة الموجودة حول حلقات المشتري. كشفت المراقبة الأرضية للحلقات بواسطة تلسكوب كيك في عامي 1997 و 2002 وتلسكوب هابل الفضائي عام 1999 عن الهيكل الغني الظاهر في الضوء المتناثر للخلف. سمحت الصور المرسلة من قبل مركبة الفضاء نيوهورايزونز في فبراير ومارس عام 2007 بمراقبة البنية الدقيقة في الحلقة الرئيسية لأول مرة؛ وفي عام 2002 أجرت المركبة الفضائية كاسيني في طريقها إلى زحل ملاحظات واسعة النطاق على نظام حلقات المشتري.